# Терезов Євген Матвійович
Терезов Євген Матвійович (4 жовтня 1917, Суми — 13 серпня 1943, с. Полкова Микитівка на Харківщині) — радянський військовий, Герой Радянського Союзу (1943 р.), командир дивізіону 124-го гвардійського артилерійського полку 52-ї гвардійської ордена Леніна стрілецької дивізії 6-ї гвардійської армії Воронезького фронту, гвардії капітан.

## Навчання
Народився в родині службовця. Росіянин.
Є. Терезов закінчив 7 класів неповносередньої школи. Потім поступив учнем на Сумський машинобудівний завод імені М. В. Фрунзе, де отримав спеціальність токаря. Працював на заводі. Закінчив чотири курси робітфаку.
У 1938 році вступив до Сумського артилерійського училища імені М. В. Фрунзе, яке закінчив достроково з відзнакою у 1940 році. Член ВКП(б) з 1940 року.

### Участь у німецько-радянській війні
З червня 1941 року Є. Терезов командував артпідрозділом у Київському військовому окрузі. Воював на Південно-Західному, Центральному та Воронезькому фронтах, брав участь у Сталінградській та Курській битвах.
Дивізіон 124-го гвардійського артилерійського полку під командуванням гвардії капітана Євгена Терезова в бою біля хутора Яхонтов 5 липня 1943 року двічі відбив атаку 50 танків противника. За час боїв з 5 липня по 9 серпня 1943 року його дивізіон підбив 27 танків, знищив 11 гармат, 5 мінометів та велику кількість живої сили противника.
Офіцер-артилерист Є. Терезов був поранений і помер 13 серпня 1943 року. Похований в селі Полкова Микитівка в Богодухівському районі Харківської області.

## Нагороди
Указом Президії Верховної Ради СРСР від 21 вересня 1943 року за зразкове виконання бойових завдань командування на фронті боротьби з німецько-фашистськими загарбниками і проявлені при цьому мужність і героїзм гвардії капітану Терезова Євгену Матвійовичу посмертно було присвоєно звання Героя Радянського Союзу.
Нагороджений орденами Леніна, Червоного Прапора, Вітчизняної війни 2-го ступеня, медаллю.

## Пам'ять
На його честь названа одна з вулиць у центрі міста Суми. Його ім'я носив піонерський загін сумської середньої школи № 3.
Біля входу в цех № 5 Сумського машинобудівного об'єднання імені М. В. Фрунзе, де працював до війни Є. Терезов, встановлено меморіальну таблицю.
Герой Радянського Союзу гвардії капітан Є. Терезов навічно занесений в список особового складу 2-ї батареї Сумського двічі Червонопрапорного вищого артилерійського командного училища імені М. В. Фрунзе.
Його портрет увіковічнений на алеї Слави у місті Суми.